# Pseudogagrella
Genre
Synonymes
- Argyraster Nakatsudi, 1942

Pseudogagrella est un genre d'opilions eupnois de la famille des Sclerosomatidae.

## Distribution
Les espèces de ce genre se rencontrent en Asie de l'Est et en Asie du Sud-Est.

## Liste des espèces
Selon World Catalogue of Opiliones (15/05/2021) :
- Pseudogagrella amamiana (Nakatsuji, 1942)
- Pseudogagrella andoi Suzuki, 1977
- Pseudogagrella arishana Suzuki, 1977
- Pseudogagrella chekiangensis Wang, 1941
- Pseudogagrella cyanea (Roewer, 1915)
- Pseudogagrella dorsomaculata Chen & Shih, 2017
- Pseudogagrella minuta Roewer, 1957
- Pseudogagrella multimaculata Roewer, 1957
- Pseudogagrella nigridorsa Chen & Shih, 2017
- Pseudogagrella pingi Wang, 1941
- Pseudogagrella sakishimensis Suzuki, 1971
- Pseudogagrella sauteri Chen & Shih, 2017
- Pseudogagrella similis Wang, 1941
- Pseudogagrella sinensis Redikortsev, 1936
- Pseudogagrella splendens (With, 1903)
- Pseudogagrella taiwana Suzuki, 1977
- Pseudogagrella wangi Roewer, 1957

## Publication originale
- Redikortsev, 1936 : « Materialy k faune Opiliones SSSR - Beiträge zur Opilioniden-Fauna von U.S.S.R. » Travaux de l'Institut Zoologique de l'Académie des Sciences de l'URSS, vol. 3, p. 33–57.